# Фонтен ле Клерк
Фонтен ле Клерк (фр. Fontaine-lès-Clercs) насеље је и општина у североисточној Француској у региону Пикардија, у департману Ен (Пикардија) која припада префектури Сен Кентен.
По подацима из 2011. године у општини је живело 284 становника, а густина насељености је износила 53,28 становника/km². Општина се простире на површини од 5,33 km². Налази се на средњој надморској висини од 84 метара (максималној 102 m, а минималној 67 m).

## Демографија
| 1962. | 1968. | 1975. | 1982. | 1990. | 1999. | 2011. |
| ----- | ----- | ----- | ----- | ----- | ----- | ----- |
| 235   | 244   | 245   | 224   | 260   | 274   | 284   |

График промене броја становника у току последњих година